# Ouca
Ouca est un village qui dépend de la municipalité de Vagos, dans le district d'Aveiro. Sa superficie est de 16,29 km2. En 2001, 1.874 personnes y résident, soit une densité de 115 habitants au km².